# Begonia polygonifolia
Begonia polygonifolia é uma espécie da flora de Brasil pertencente à família Begoniaceae.

## Taxonomia
Begonia polygonifolia foi nomeada por o botânico franco-suíço Alphonse Pyrame de Candolle, descrito em Flora Brasiliensis, 4(1): 362, e publicado em 1861.

## Conservação
O Governo do Estado do Espírito Santo incluiu em 2005 B. polygonifolia em sua primeira lista de espécies ameaçadas de extinção, por intermédio do Decreto nº 1.499-R, classificando-a como uma espécie "Criticamente em perigo" (CR).